# Draft NFL 1950
Il Draft NFL 1950 si è tenuto il 20-21 gennaio 1950 al Bellevue-Stratford Hotel di Philadelphia.

## Primo giro
|  | = Pro Bowler |  | = Hall of Famer |

| Scelta | Squadra                                  | Giocatore          | Ruolo       | College        |
| ------ | ---------------------------------------- | ------------------ | ----------- | -------------- |
| 1      | Detroit Lions                            | Leon Hart          | End         | Notre Dame     |
| 2      | Baltimore Colts                          | Adrian Burk        | Quarterback | Baylor         |
| 3      | Chicago Bears (Dai New York Bulldogs)    | Chuck Hunsinger    | Halfback    | Florida        |
| 4      | Green Bay Packers                        | Clayton Tonnemaker | Centro      | Minnesota      |
| 5      | Detroit Lions                            | Joe Watson         | Centro      | Rice           |
| 6      | Washington Redskins                      | George Thomas      | Back        | Oklahoma       |
| 7      | New York Giants                          | Travis Tidwell     | Back        | Auburn         |
| 8      | Pittsburgh Steelers                      | Lynn Chandnois     | Back        | Michigan State |
| 9      | Los Angeles Rams (Dai Chicago Cardinals) | Ralph Pasquariello | Back        | Villanova      |
| 10     | Chicago Bears                            | Fred Morrison      | Back        | Ohio State     |
| 11     | San Francisco 49ers                      | Leo Nomellini      | Tackle      | Minnesota      |
| 12     | Los Angeles Rams                         | Stan West          | Guard       | Oklahoma       |
| 13     | Cleveland Browns                         | Ken Carpenter      | Back        | Oregon State   |
| 14     | Philadelphia Eagles                      | Bud Grant          | End         | Minnesota      |

## Hall of Fame
All'annata 2013, cinque giocatori della classe del Draft 1950 sono stati inseriti nella Pro Football Hall of Fame:
- Art Donovan, Defensive Tackle dal Boston College scelto nel terzo giro dello special draft dai Baltimore Colts.

Induzione: Professional Football Hall of Fame, classe del 1968.
- Leo Nomellini, Tackle da Minnesota scelto come undicesimo assoluto dai San Francisco 49ers.

Induzione: Professional Football Hall of Fame, classe del 1969.
- Ernie Stautner, Defensive tackle dal Boston College scelto nel secondo giro (22º assoluto) dai Pittsburgh Steelers.

Induzione: Professional Football Hall of Fame, classe del 1969.
- Bud Grant, End da Minnesota scelto come quattordicesimo assoluto dai Philadelphia Eagles.

Induzione: Professional Football Hall of Fame, classe del 1994 per i meriti come capo-allenatore.
- Lou Creekmur, Tackle da William & Mary taken scelto nel secondo giro dello special draft dai Detroit Lions.

Induzione: Professional Football Hall of Fame, classe del 1996.